# Palermói székesegyház
A palermói székesegyház (teljes nevén olaszul: Cattedrale metropolitana della Santa Vergine Maria Assunta), egy Szűz Mária mennybevételének felszentelt katedrális, egyben a palermói római katolikus főegyházmegye székesegyháza. Palermóban, Szicília szigetén, Dél-Olaszországban található. A katedrális egy építészeti komplexum, amit különböző korok stílusainak (normann, mór, gótika, barokk, neoklasszicista) ötvözete jellemez. 2005 óta Olaszország világörökségi helyszíneinek egyike.

## Történelem
A mai katedrális helyén I. Gergely pápa utasítására egy kisebb katolikus templomot. Az arabok a 9. században meghódították Szicíliát, létrehozván a Szicíliai Emirátust, ennek következtében mecsetté alakították a templomot. A normannok hódítása után 1185-ben ismét katolikus templomot építtetett Walter Ophamil Palermo érseke, II. Vilmos javaslatára. Ophamil temetése után egy szarkofágban lett elhelyezve, a templom kriptájában. A középkori épületnek bazilika szerű elrendezése volt három apszissal, amiből mára csak egy kis építészeti darab maradt fenn.
A saroktornyok felsőoszlopsorai a 14. és 15. század folyamán épültek, a korai reneszánsz alatt lett a déli előcsarnok a templomhoz hozzáépítve. A jelenlegi neoklasszikus stílus az 1781 és 1801 közötti építkezések idejéből erednek, Ferdinando Fuga és Giuseppe Venanzio Marvuglia vezetésével. Az Antonello Gagini által tervezett nagy oltárfal, amit szobrokkal, szegélyekkel és domborművekkel díszített, azok teljesen tönkrementek. Ezt követően a templom különböző részeibe vitték a szobrokat.

## Királyi sírok és koronázások
A székesegyház számos szicíliai uralkodói sírt is magába foglal. Itt helyezték örök nyugalomra II.Rogert; lányát, Konstancia császárnét, VI.Henrik császárt, Konstancia férjét és fiukat II. Frigyest is. II. Frigyes részéről feleségét, Aragóniai Konstancia magyar királynét valamint dédunokáját II. Vilmos athéni herceget is. A négy uralkodó nagy porfír szarkofágokban vannak elhelyezve, amiket római oszloprudak vesznek körbe feltehetően a Caracalla és a Diocletianus termáiból származnak. Ilyen szarkofágokat már a kései római kori császárok esetében is alkalmaztak. Constantinus és Marcianus császárok is ilyen szarkofágokban vannak.
Odo de Bayeux normann főúr, I. Vilmos angol király féltestvére a templomban lett eltemetve 1097-ben.
A székesegyház koronázóhelyként is szolgált a történelem során: II. Viktor Amádét és III. Károlyt is itt koronázták királlyá.

## Galéria

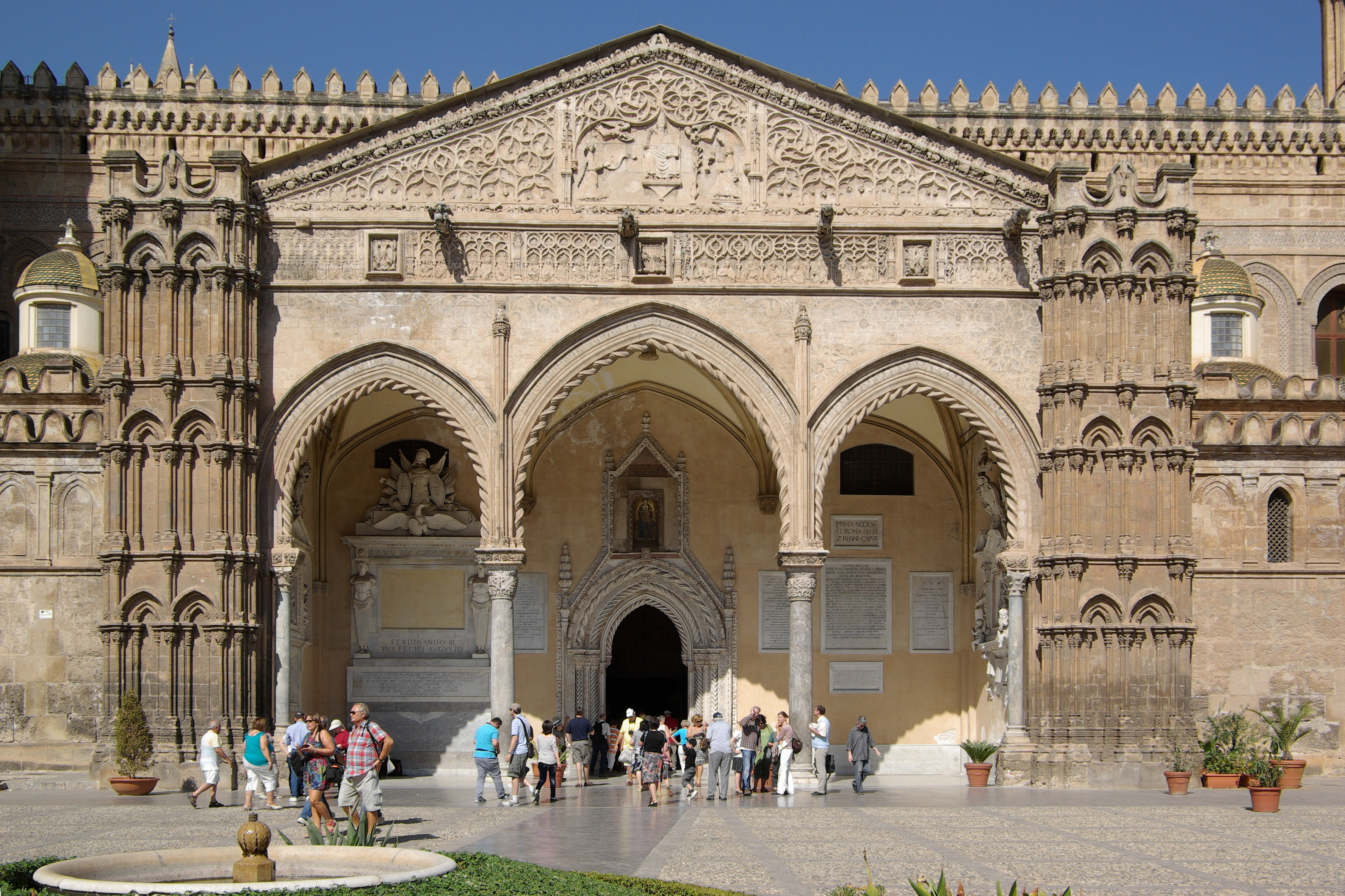
Antonio Gambara híres kapuja
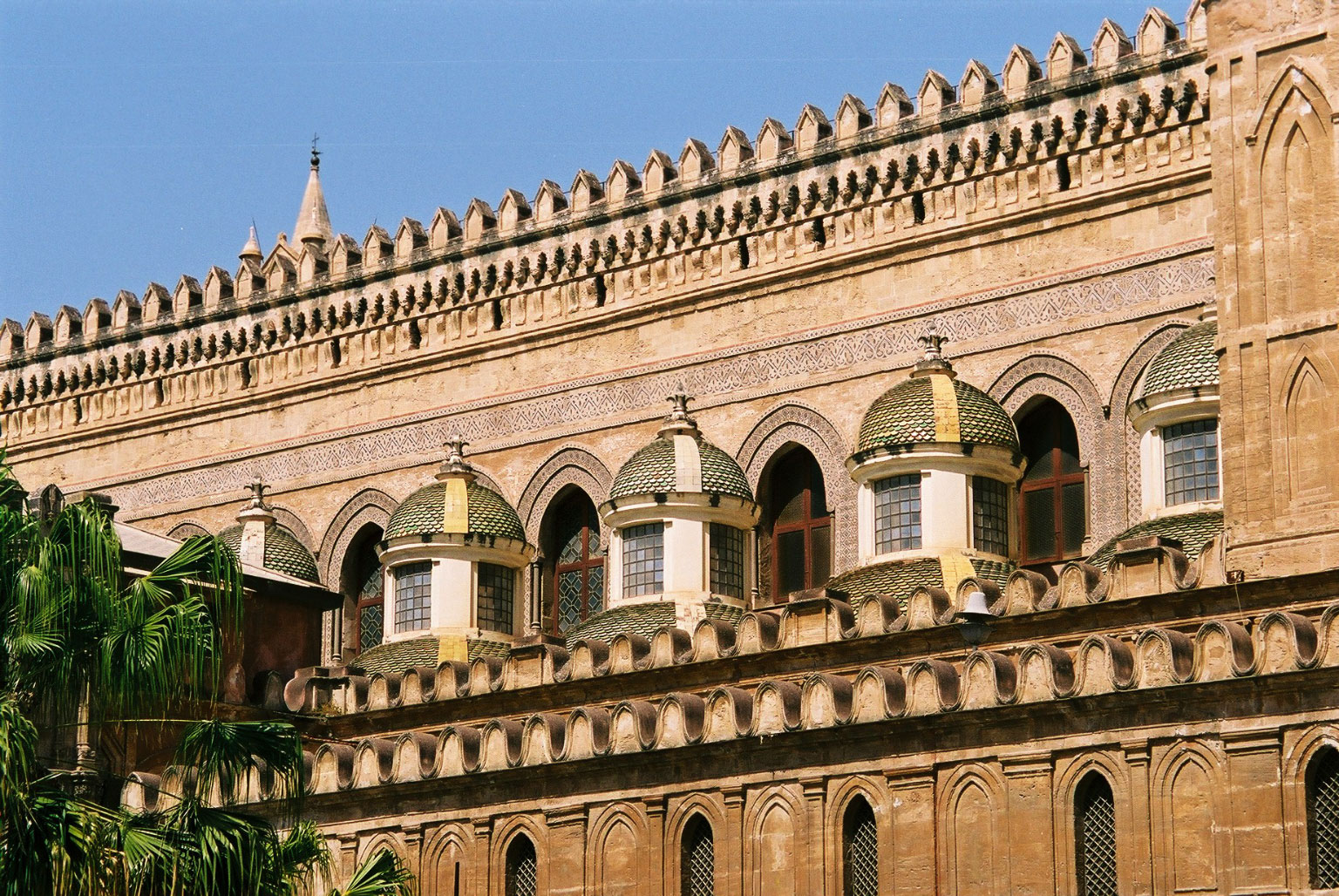
A barokk oldalépület a kupolákkal, Ferdinando Fuga tervei szerint
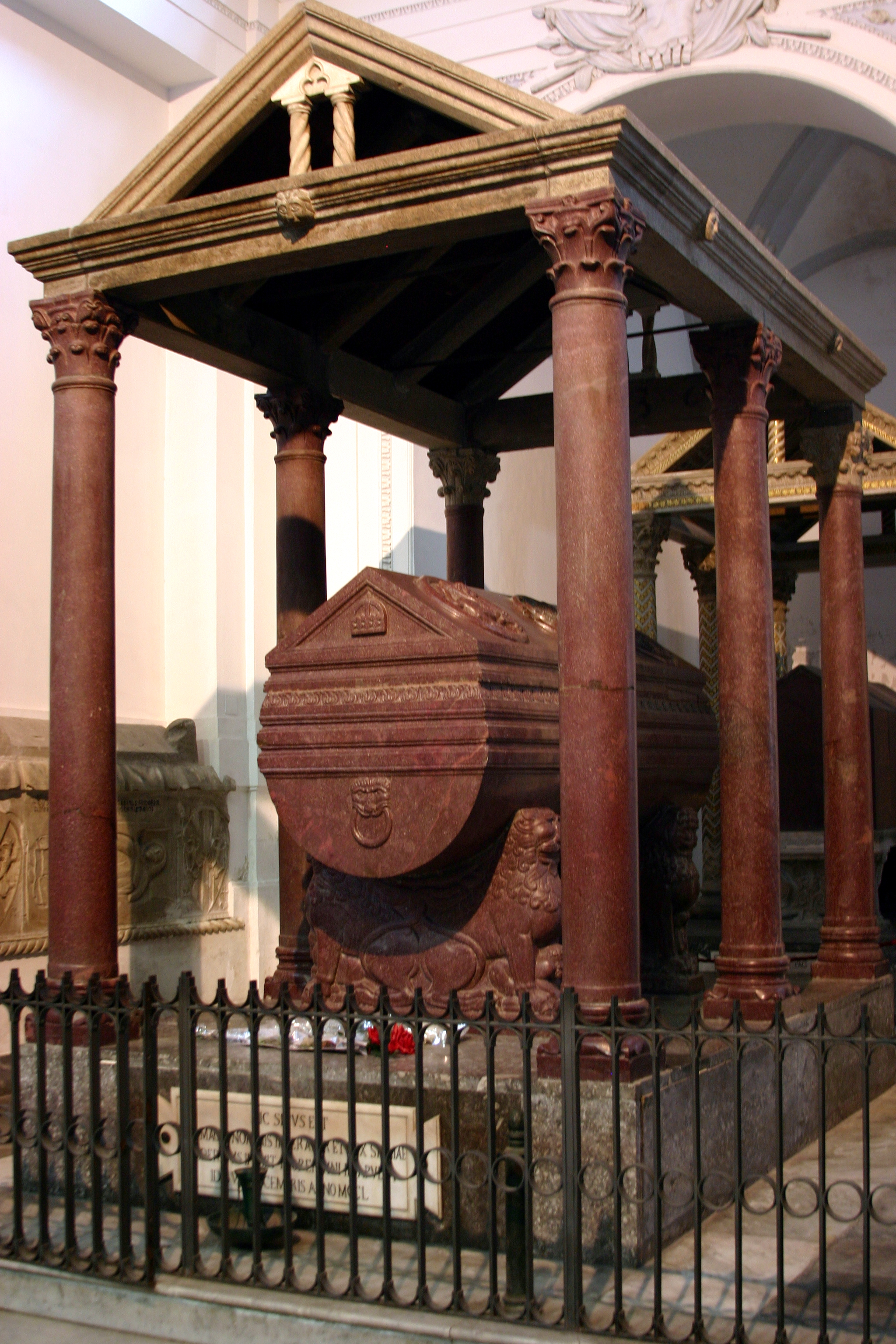
II. Frigyes szarkofága
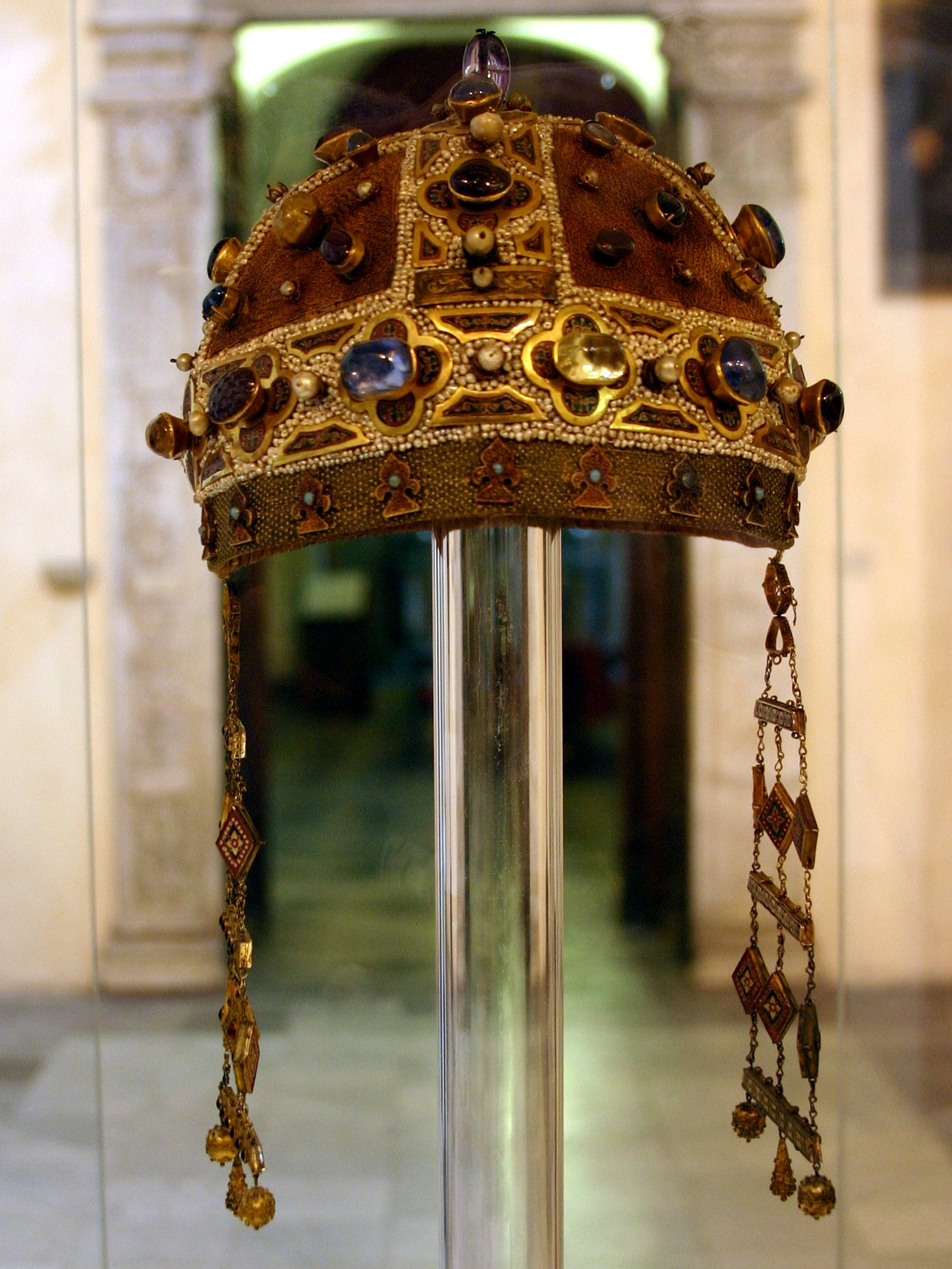
Aragóniai Konstancia bizánci koronája